# Полювання на єдинорога (фільм)
Полювання на єдинорога (рос. Охота на единорога) — радянський воєнний фільм Володимира Лаптєва, знятий на основі повісті Володимира Туболєва «Чуже небо».

## Сюжет фільму
У фільмі розповідається про радянських льотчиків, які потрапили у полоні до німців. Але вони не просто знаходяться у в'язниці, вони здійснюють короткі вильоти заради навчання молодих німецьких пілотів. Дуже часто льотчики гинуть, однак не цього разу. У полон потрапили командир ескадрильї Грабар та ведучий Тесленко. Він розробив план втечі, використовуючи літак. Однак чи усім вдасться втекти і якою ціною?

## В ролях
| Актор              | Роль                          |
| ------------------ | ----------------------------- |
| Сергій Бистрицький | Сергій Тесленко               |
| Віталій Зікора     | майор Грабар                  |
| Віктор Соловйов    | Штаєр                         |
| Володимир Зав'ялов | Соломеїн                      |
| Віталій Яковлев    | Мироненко                     |
| Юрій Лазарєв       | капітан Земцов                |
| Альгіс Матульоніс  | німецький генерал             |
| Володимир Фірсов   | Берґгоф                       |
| Євген Мінін        | німець на залізничній станції |

## Знімальна група
- Режисер: Володимир Лаптєв
- Сценаристи: Анатолій Галієв
- Оператор: Рудольф Мещерягін
- Композитор: Володимир Лебедєв